# Misión blanca
Misión blanca és una pel·lícula dramàtica espanyola de 1946 dirigida per Juan de Orduña i protagonitzada per Manuel Luna, Jorge Mistral i Fernando Rey. La pel·lícula va estar filmada en la seva ubicació a la Guinea Espanyola i en un estudi espanyol. Els decorats de la pel·lícula van estar dissenyats per Sigfrido Burmann i Francisco Canet.

## Sinopsi
La pel·lícula retrata una missió religiosa a Guinea durant els últims anys de l'Imperi Espanyol.
Un missioner nouvingut que vol ajudar la població local observa com un amargat espanyol (Manuel Luna) menysprea als indígenes, sense sospitar que es tracta d'un criminal fugit de la justícia espanyola.

## Repartiment
- Ricardo Acero - Padre Mauricio
- Gabriel Algara - Jiménez
- Marianela Barandalla - Diana
- Elva de Bethancourt - Souka
- Juan Espantaleón - Cesáreo Urgoiti
- Manuel Luna - Brisco
- Arturo Marín - Padre Daniel
- Jorge Mistral - Minoa
- Nicolás D. Perchicot - Padre Suárez
- Julio Peña - Padre Javier
- Fernando Rey - Carlos
- José Miguel Rupert - Padre de Souka
- Jesús Tordesillas - Padre Urcola

## Premis
Segona edició de les Medalles del Cercle d'Escriptors Cinematogràfics
| Categoria      | Nominats    | Resultat  |
| -------------- | ----------- | --------- |
| Premi especial | Manuel Luna | Guanyador |

Premis del Sindicat Nacional de l'Espectacle de 1946 (5è lloc)